# Sara Bertelli
Sara Beatriz Bertelli ist eine argentinische Wirbeltier-Paläontologin, die sich vornehmlich mit fossilen Vögeln und Säugetieren befasst.

## Leben
Bertelli schloss zunächst ein Studium der Biowissenschaften (Fachrichtung Zoologie) an der Nationalen Universität Tucumán ab. 2002 wurde sie unter der Leitung von Luis M. Chiappe und Pablo Augusto Goloboff mit der Dissertation Filogenia del orden Tinamiformes (Aves: Palaeognathae) über die Phylogenese der Steißhühner, einer basalen Gruppe der Neornithes, zum Ph.D. an derselben Institution promoviert. Im Januar 2003 begann ihre Postdoc-Phase, wo sie sich unter Leitung von Joel Cracraft bis Dezember 2005 in der ornithologischen Abteilung des American Museum of Natural History hauptsächlich Projekten zur Phylogenie der Pinguine (Sphenisciformes) widmete. Von Januar 2006 bis Dezember 2006 war sie am Dinosaur Institute des Natural History Museum of Los Angeles County tätig, wo sie sich in Zusammenarbeit mit Chiappe auf Forschungsprojekte über die Familie Phorusrhacidae konzentrierte. Im April 2008 ging sie mit einem Alexander-von-Humboldt-Stipendium nach Deutschland, wo sie bis Oktober 2011 am Museum für Naturkunde – Leibniz-Institut für Evolutions- und Biodiversitätsforschung in Berlin tätig war. Hier forschte sie mit Gerald Mayr über die eozäne Avifauna in der Fur-Formation in Dänemark.
Im Rahmen des Programa Raíces (Red de Argentinos Investigadores y Científicos en el Exterior), ein Förderprogramm der argentinischen Regierung, kehrte sie 2012 nach San Miguel de Tucumán zurück und arbeitet gegenwärtig weiter an Projekten zur Evolution und Systematik rezenter und fossiler Vögel sowie an der Ausbildung von Fachkräften in diesem Bereich.
Seit April 2012 ist sie wissenschaftliche Mitarbeiterin bei der Fundación Miguel Lillo und seit September 2012 wird sie vom Consejo Nacional de Investigaciones Científicas y Técnicas (CONICET) gefördert.
2007 gehörte sie neben Chiappe und Claudia Tambussi zum Erstbeschreiberteam von Kelenken guillermoi, der größten bisher bekannten Art der Terrorvögel. Neben der Paläornithologie erforscht sie auch diverse Säugetiergruppen, darunter Callistoe, Cingulata und Notoungulata.

## Erstbeschreibungen von Sara Bertelli
- Icadyptes salasi, 2007[1]
- Kelenken guillermoi, 2007[2]
- Perudyptes devriesi, 2007[1]
- Morsoravis sedilis, 2010[3]
- Pellornis mikkelseni, 2011[4]
- Scandiavis mikkelseni, 2013[5]
- Utaetus magnum, 2021[6]